# Crassula depressa
Crassula depressa là một loài thực vật có hoa trong họ Crassulaceae. Loài này được (Eckl. & Zeyh.) Toelken miêu tả khoa học đầu tiên năm 1977.